# Xyridacma unilinea
Xyridacma unilinea är en fjärilsart som beskrevs av Louis Beethoven Prout 1921. Xyridacma unilinea ingår i släktet Xyridacma och familjen mätare. Inga underarter finns listade i Catalogue of Life.